# レッドシューズ海野
レッドシューズ海野（レッドシューズうんの、1967年2月16日 - ）は、日本のプロレスのレフェリー。本名：海野 宏之（うみの ひろゆき）。埼玉県川口市（旧：鳩ヶ谷市）出身。新日本プロレス所属。審判部長を務めている。

## 経歴
1985年に全日本プロレスに入社。1988年7月4日、三重県・桑名市サンシティ星川店駐車場における百田光雄対菊地毅戦でレフェリーとしてデビュー。天龍源一郎を慕っていたため、1990年に全日本を離脱。天龍と共にSWS・WARと渡り歩く。
2001年1月より新日本プロレス所属となり、2002年に当時審判部長だったタイガー服部が退団した後、事実上のメインレフェリーとなる。2003年から現リングネームに改名し、レッドシューズ・ドゥーガンを髣髴させる赤いシューズ・赤いベルト・赤いサポーターを着て、全日本プロレス出身者特有のアクションの大きいレフェリングを行う。2007年1月からは審判部長に就任。
2008年にデビュー20周年を迎え、8月26日に所属する新日本プロレスが主催する特別興行『レッドシューズ海野レフェリー20周年特別興行～喜びも悲しみも3カウント～』を開催した。
2015年には天龍源一郎の引退試合となる天龍対オカダのレフェリーを担当。オカダのレインメーカーを喰らった天龍の3カウントを自ら宣告すると、天を仰ぐ仕草を見せた。
2017年4月、実子（次男）である海野翔太が新日本プロレスでプロデビュー。LION’S GATE PROJECT4の第1試合で行われた海野翔太デビュー戦でレフェリーを担当した。この際、翔太がレッドシューズの実子という点は場内にはアナウンスされず、レッドシューズも息子のデビュー試合を粛々と裁いた。

## 人物
- 本名時代、姓の読みを「うみの」としていた時期があり「週刊プロレス」の選手名鑑では末尾に「本名は、うんのひろゆき」と記されていた。息子の海野翔太は名字の読みを「うみの」名義としている。また「ライバル」の欄には全日本プロレス時代の先輩レフェリーだった和田京平の名前を出していたこともある[3]。
- 試合ではよくレスラーに投げ飛ばされた経験を持つ（特にケンドー・カシン）。2002年の東京ドーム大会ではジョニー・ローラーに投げ飛ばされてしまい、右肩を脱臼する怪我を負った。
- 1999年4月10日に行われた蝶野正洋対大仁田厚の有刺鉄線電流爆破デスマッチでは、レフェリングを行う予定であったテッド・タナベが所用でキャンセル、急遽サブレフェリーの経験がある海野が代役を務めたが、試合終盤に大仁田の電流爆破の巻き添えを食い最後まで裁くことが出来なかった。その後、同年8月28日のグレート・ムタ対グレート・ニタの「ノーロープ有刺鉄線バリケードマット時限装置付き電流地雷爆破ダブルヘルデスマッチ」で再度起用されてまたも爆風に晒されたが、今度は最後まで裁き切った。
- 2006年7月27日に行われたWARのファイナル興行では、WARに縁のあった選手を参戦させるため積極的に各団体へ交渉を行った。自身もレフェリーとして、かつてWARで使用していたシャツを着て大会に参加した。
- 過去2度に亘り行われたザ・グレート・カブキとグレート・ムタの“親子対決”をどちらも裁いているが、一度目はムタからイスで暴行を受け、二度目はカブキから毒霧を吹きかけられるという散々な目に遭っている。
- ヒール時代の真壁刀義絡みの試合では、真壁が凶器攻撃を行ってフォールに行くとカウントを取らず激しく注意していた。真壁のベビーフェイス転向後は凶器攻撃を行わなくなった為、現在はこの光景は見られない。
  - ただし、ヒールレスラーが反則攻撃の後にフォールを行うとカウントを取らずに注意するという光景自体は現在も見られる[4]。
- 内藤哲也のヒール転向後は内藤から試合中や試合後に度々暴行を受けるようになり、2015年のG1 CLIMAXではこの光景がよく見受けられた。レフェリーでありながら試合中に内藤へ背後からストンピング攻撃を行ったこともある。
- 2018年6月23日の山形ビッグウイングで行われたKIZUNA ROAD 2018で、2017年に脊髄損傷で療養していた本間朋晃の復帰戦では、本間のオリジナルTシャツ「HONMANIA」のシャツを着てレフェリーを務めた。
- 2018年のG1 CLIMAXではBULLET CLUB OGのメンバーが反則三昧の試合を繰り返したことから、日程中盤頃からBULLET CLUB OG絡みの試合は反則行為を実際に目撃していない場面であっても、状況証拠による反則裁定を採ることがあった。
  - 翌2019年7月27日のG1 CLIMAXでは、バッドラック・ファレVSウィル・オスプレイの試合で、ファレのタッグパートナーチェーズ・オーエンズがマーティー浅見を場外へ強引に引っ張り出し完全に動けなくなったのを控室の映像で確認して反則裁定と見なし、急ピッチでリングへ駆け込んでファレに反則負けを下した。
- 先述の通り、息子・海野翔太のデビュー戦では自身がレフェリーを担当したが、その後はヤングライオンである翔太は興行序盤に試合が組まれる事が多く、一方のレッドシューズ海野は原則として興行終盤の試合を担当するため、翔太の試合を担当する機会は無かった。2019年2月19日に行われたジャイアント馬場没20年追善興行にて久々に翔太が出場する試合を担当した。2019年のNEW JAPAN CUPでは翔太がヤングライオンながら公式戦にエントリーされ、棚橋弘至VS海野翔太の試合をレッドシューズ海野が担当した。
- 以降もIWGP世界ヘビー級選手権試合など海野翔太の試合を裁いているが、翔太が有利になるような不公平なレフェリングをしたことはない。父が息子の試合を裁くことについてメディアに疑問を呈されたことがある[5]が、新日本プロレスがこれを問題視している様子は見られない。